# Joseph R. Levenson
Pour les articles homonymes, voir Levenson.
Joseph Richmond Levenson (né le 10 juin 1920 à Boston et mort le 6 avril 1969 en Californie) est un spécialiste américain de l'histoire de la Chine (sinologue) et un professeur d'histoire à l'université de Californie à Berkeley.

## Biographie
Après avoir obtenu son diplôme de la Boston Latin School en 1937 et du Harvard College en 1941, Levenson s'enrôle dans la marine américaine en 1942. Il participe activement aux campagnes des îles Salomon et des Philippines.
Après la guerre, il obtient une maîtrise (1947) et un doctorat (1949) à Harvard où il étudie avec John King Fairbank. Il est membre de la Harvard Society of Fellows.
Il enseigne à l'université de Californie à Berkeley de 1951 jusqu'à sa mort dans un accident de canoë dans la rivière Russian en Californie, en 1969.

## Postérité
En l'honneur de ses contributions académiques et pédagogiques, deux prix sont décernés en son nom : le prix du livre Joseph Levenson (en) par l'Association for Asian Studies (AAS) et un prix pour l'excellence dans l'enseignement de premier cycle par l'université de Harvard.